# Peosidrilus biprostatus
Peosidrilus biprostatus är en ringmaskart som beskrevs av Baker och Erséus 1979. Peosidrilus biprostatus ingår i släktet Peosidrilus och familjen glattmaskar. Inga underarter finns listade i Catalogue of Life.